# The Big Valley

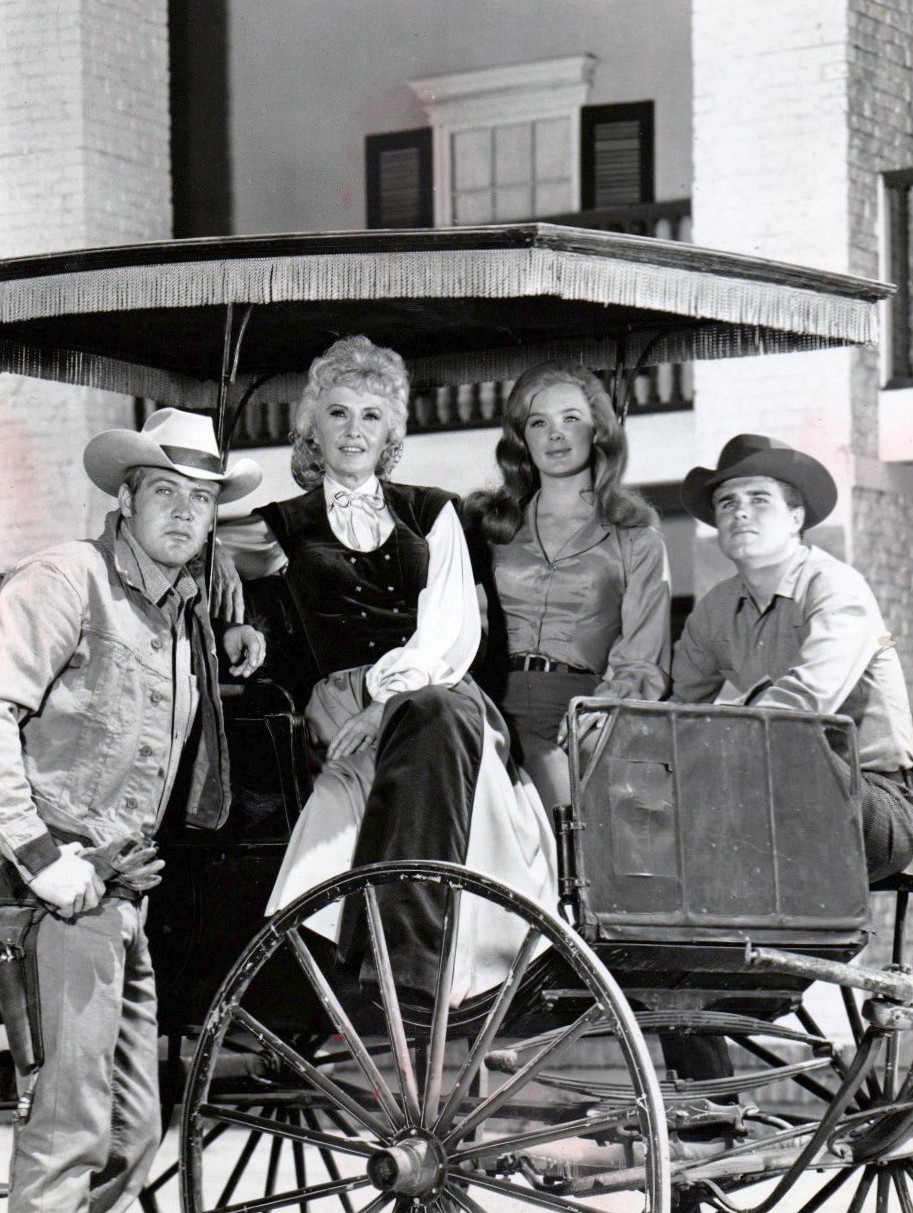
Elenco de Big Valley em 1965: Lee Majors, Barbara Stanwyck, Linda Evans e Charles Briles

Big Valley (The Big Valley) foi um seriado de televisão do gênero de western produzido nos Estados Unidos entre 1965 e 1969 e transmitido pela ABC.
Ficou no ar por 4 temporadas, totalizando 112 episódios, todos filmados em cores.
A série se passava no velho oeste americano, e retratava o cotidiano de uma família composta pela viúva Victoria Barkley (Barbara Stanwyck) e seus quatro filhos: Jarrod (Richard Long), Nick (Peter Breck), Heath (Lee Majors) e Audra (Linda Evans).
Big Valley estreou com muito sucesso no Brasil em 1966, pela TV Excelsior, e depois no anos 70 na Rede Bandeirantes (se eu não me engano) dublada nos estúdios da AIC. Ao longo dos anos, foi exibida por outras emissoras. Ainda hoje é lembrada pelos fãs brasileiros, mesmo depois de tanto tempo.
A série começou a ser lançada em DVD nos Estados Unidos, mas lançaram apenas a 1ª temporada e metade da 2ª, há alguns anos.